# 에릭 보고전
에릭 버고전(Eric Bogosian, 영어 발음: /bəˈɡoʊʒən/, 1953년 4월 24일 ~ )은 미국의 배우 및 극작가이다.

## 출연 작품
- 언더씨즈2
- 언컷 젬스 - 아르노 역
- 탈피 - 로버트 앨런 역